# The Society
The Society è una serie televisiva statunitense del 2019 creata da Christopher Keyser. La serie è ispirata alla fiaba tedesca Il pifferaio di Hamelin e al romanzo Il signore delle mosche di William Golding.
La prima stagione, composta da 10 episodi, è stata distribuita da Netflix il 10 maggio 2019, in tutti i paesi in cui è disponibile.
A luglio 2019 la serie era stata rinnovata per una seconda stagione, tuttavia è stata ufficialmente cancellata il 22 agosto 2020 per l'emergenza COVID-19.

## Trama
La serie racconta la storia di un gruppo di adolescenti che sono costretti a sopravvivere dopo che sono tornati da un breve viaggio nella città dove abitano. I ragazzi scoprono che sono scomparsi i loro genitori e che non c'è modo di uscire dalla città. I giovani si faranno prendere dal panico, soffriranno, combatteranno e, alla fine, saranno costretti a decidere come affrontare l'impensabile.

## Personaggi
- Allie Pressman, interpretata da Kathryn Newton, doppiata da Roisin Nicosia. Una giovane ragazza timida, sempre vissuta nell'ombra di sua sorella maggiore Cassandra. All'apparenza un personaggio debole e privo di autostima, Allie si dimostrerà capace di prendere decisioni importanti e gestire l'enorme responsabilità che grava su di lei. Ha una cotta per Will, suo grande amico.
- Becca Gelb, interpretata da Gideon Adlon, doppiata da Giulia Tarquini. Una ragazza forte e altruista. Difficilmente si separa dal suo migliore amico Sam.
- Sam Eliot, interpretato da Sean Berdy, doppiato da Federico Campaiola. Un ragazzo sordo, di una dolcezza e un'intelligenza rare. Ha un fratello maggiore, Campbell, col quale i rapporti sono da sempre molto complicati. Si dichiara apertamente gay.
- Helena, interpretata da Natasha Liu Bordizzo, doppiata da Eva Padoan. Una ragazza seria, molto religiosa e dalla solida morale. È innamoratissima del suo ragazzo Luke.
- Will LeClair, interpretato da Jacques Colimon, doppiato da Alex Polidori. Un ragazzo intelligente e fuori dagli schemi. Visto il suo burrascoso passato familiare, è molto empatico e se la sa cavare anche nelle situazioni più complicate. Ha una cotta per Kelly, la fidanzata di Harry.
- Elle Tomkins, interpretata da Olivia DeJonge, doppiata da Ludovica Bebi. Una ragazza fragile e piena di paure. Non riuscendo a integrarsi nel nuovo ambiente, si avvicinerà a Campbell, col quale instaurerà una relazione piuttosto malata.
- Harry Bingham, interpretato da Alex Fitzalan, doppiato da Manuel Meli. Un ragazzo affascinante e tormentato, da sempre rivale di Cassandra e capo di un gruppo di ragazzi riluttanti al nuovo ordine costituito.
- Kelly Aldrich, interpretata da Kristine Froseth, doppiata da Benedetta Ponticelli. Una ragazza dolce e sensibile, molto popolare a scuola. La sua storia con Harry è alquanto travagliata. Scoprirà un profondo interesse per la medicina.
- Gordie, interpretato da Jose Julian, doppiato da Stefano Broccoletti. Un ragazzo estremamente intelligente, nonché mago del computer. Da sempre innamorato di Cassandra, studia i libri di medicina che trova in biblioteca per aiutarla a gestire i suoi problemi cardiaci, rendendosi al contempo essenziale per tutta la comunità.
- Luke, interpretato da Alexander MacNicoll, doppiato da Flavio Aquilone. Il classico bravo ragazzo, buono e molto sportivo. Era il quarterback della squadra di football, pieno di amici e benvoluto da tutti. È fidanzato da tanti anni con Helena.
- Campbell Eliot, interpretato da Toby Wallace, doppiato da Gabriele Patriarca. Un ragazzo sociopatico, fortemente problematico. Da sempre diverso rispetto agli altri, odia in particolare suo fratello per via del suo handicap e delle attenzioni che gli venivano riservate. S'infatua di Elle fino a farla diventare una vera ossessione.
- Cassandra Pressman, interpretata da Rachel Keller, doppiata da Giulia Franceschetti. Sorella maggiore di Allie. Ha un innato spirito da leader, ha forti opinioni e saprà guidare i suoi compagni nel momento del bisogno.

## Episodi
| Stagione       | Episodi | Pubblicazione USA | Pubblicazione Italia |
| -------------- | ------- | ----------------- | -------------------- |
| Prima stagione | 10      | 2019              | 2019                 |

## Produzione

### Sviluppo
Il 24 luglio 2018, Netflix ha ordinato la produzione della serie. Insieme all'annuncio della serie, è stato comunicato che Kathryn Newton era stata scelta come protagonista della serie. A novembre 2018 Gideon Adlon, Sean Berdy, Natasha Liu Bordizzo, Jacques Colimon, Olivia DeJonge, Alex Fitzalan, Kristine Froseth, Jose Julian, Alex MacNicoll, Toby Wallace e Rachel Keller si sono uniti al cast.

### Riprese
Le riprese della prima stagione si sono svolte a Lancaster, nel Massachusetts, da luglio a novembre 2018.

## Promozione
Il 30 aprile 2019 è stato rilasciato il trailer ufficiale della serie.

## Accoglienza
Sul sito web aggregatore di recensioni Rotten Tomatoes, la serie ha ottenuto un punteggio medio di 7,4/10 e una percentuale di approvazione del 85%, basata su 33 recensioni.
Mentre sul sito Metacritic, che usa una media ponderata, ha assegnato alla serie un punteggio medio di 68 su 100, basandosi su 7 critici, indicandone che le "recensioni sono generalmente favorevoli".